# MDGA2
L'MDGA2 (dominio MAM contenente glicosilfosfatidilinositolo ancora 2) è un gene umano. In precedenza era chiamato MAMDC1. L'MDGA2 si trova sul cromosoma 14.
Il gene ha un omologo analogo nei topi, l'Mgda2. Le ricerche condotte sui ratti hanno scoperto che il gene è espresso nel sistema nervoso centrale e periferico in una sottopopolazione di neuroni, ad esempio nel ponte di Varolio basilare e nella corteccia cerebrale.
Esistono diverse varianti del gene umano, e uno studio di associazione a livello del genoma ha evidenziato che il polimorfismo a singolo nucleotide nell'MDGA2 è associato al nevroticismo. Tuttavia, uno studio più recente non è riuscito a replicare tale scoperta.